# Raphael Cisar
Raphael Hermann Cisar (* 10. Juli 1991 in Steyr, Österreich) ist ein österreichischer Schauspieler und Regisseur.

## Leben
Nachdem Raphael Cisar das Gymnasium abgebrochen hatte, entschied er sich, seinen Traum wahr zu machen und Schauspieler zu werden. Er bewarb sich für eine Schauspielschule, die ihn auch sofort aufnahm. Allerdings wurde diese Schule an seinem zweiten Schultag geschlossen, wodurch er gezwungen war, nach anderen Möglichkeiten zu suchen. Daraufhin nahm er bei dem Direktor der ehemaligen Schule zwei Jahre privaten Schauspielunterricht und wechselte dann auf die private Schauspielschule 1st filmacademy (heute Filmacademy).
Schon während des Studiums war er in diversen Theaterstücken und Kurzfilmproduktionen als Schauspieler zu sehen, unter anderem als Malvolio in Shakespears Was ihr wollt und als Hotelboy in der Komödie Die Nervensäge.
Nach seiner Ausbildung stand er auf diversen Bühnen Deutschlands und Österreichs, darunter die österreichische Länderbühne, die Schaubühne Wien und der Theatersommer Haag.
2015 machte Raphael Cisar seine erste Erfahrung im Bereich der Regie, als er ebendiese bei dem Kurzfilmprojekt Lieber Markus übernahm.
Im Januar 2016 wurde Raphael Cisar über ein Vorsprechen für ein Theaterprojekt des Wiener Burgtheaters als Schauspieler verpflichtet.
Parallel dazu drehte er den Kurzfilm Conjunctio für den er eine Nominierung und eine Auszeichnung als bester Schauspieler erhielt.
Seit 2009 ist er Vorstandsmitglied des Kulturvereins KIM – Kulturverein Haag und seit 2017 Vizepräsident und künstlerischer Leiter des Kulturverein BauKultur und Lebenskunst Akademie.

## Filmografie
- 2011: In the blink of an eye (Kurzfilm)
- 2012: silent smile (Kurzfilm)
- 2015: Lieber Markus (Kurzfilm)
- 2016: Conjunctio (Kurzfilm)
- 2016: Smart gekauft ist halb gekocht (Werbefilm Hofer)

## Theater (Auswahl)
- 2012: Malvolio in Was ihr wollt von William Shakespeare, Regie: Martin Schwanda, 1st filmacademy
- 2013: Hotelboy in Die Nervensäge von Francais Veber, Regie: Thomas Koziol, Theater-Center-Forum
- 2013: Melchior in Frühlingserwachen von Frank Wedekind, Regie: Luzia Nistler, Österreichische Länderbühne
- 2014: Sepperl in Stigma von Felix Mitterer, Regie: Marcus Strahl, Schaubühne Wien
- 2014: Truffaldino in Zerbinettas Befreiung von Fritz von Herzmanovsky-Orlando, Regie: Alexander Kuchinka, Theatersommer Haag
- 2014: Romeo in Romeo und Julia von William Shakespeare, Regie: Katja Thost-Hauser, Freilichtspiele Seelbach
- 2015: Sergio in Gefährliches Spiel frei nach Carlo Goldoni, Regie: Herbert Walzl, Theater am Fluss
- 2016: Gute Werke in Jedermann von Hugo von Hofmannsthal, Regie: Katja Thost-Hauser, Theater im Paradiesgarten
- 2016: Paul in I work therefore i am Theaterprojekt, Regie: Annette Raffalt, Burgtheater Wien

## Preise und Nominierungen
- 2016: Nominierung als bester Schauspieler: Bucharest Short Cut CineFest für Conjunctio[5]
- 2016: Ausgezeichnet als bester Schauspieler (Drama: WWA – Web Series & Short Film Competition für Conjunctio[6])